# Saint-Étienne-de-Fougères
Saint-Étienne-de-Fougères é uma comuna francesa na região administrativa da Nova Aquitânia, no departamento Lot-et-Garonne. Estende-se por uma área de 9,84 km². Em 2010 a comuna tinha 852 habitantes (densidade: 86,6 hab./km²).